# Sofia de Saxònia
Sofia de Saxònia, duquessa de Baviera (Dresden 1845 - Múnic 1867). Princesa de Saxònia amb el tractament d'altesa que contragué matrimoni amb el seu cosí, el duc Carles Teodor de Baviera.
Nada a Dresden, capital del Regne de Saxònia, el dia 15 de març de l'any 1845 essent filla del rei Joan I de Saxònia i de la princesa Amàlia de Baviera. Sofia era neta per via paterna del príncep Maximilià de Saxònia i de la princesa Carolina de Borbó-Parma i per via materna del rei Maximilià I Josep de Baviera i de la princesa Carolina de Baden.
El dia 11 de febrer de l'any 1865 contragué matrimoni a Dresden amb el duc Carles Teodor de Baviera, fill del duc Maximilià de Baviera i de la princesa Lluïsa de Baviera. Carles Teodor era el príncep hereu de la branca menor dels ducs a Baviera. La parella tingué una filla:
- SAR la duquessa Amàlia Maria de Baviera, nada a Múnic el 1865 i morta a Stuttgart el 1912. Es casà l'any 1892 amb el duc Guillem d'Urach.

Sofia Margarida de Saxònia morí a la capital bavaresa el dia 9 de març de 1867.